# Hero (serie televisiva 2001)
Hero è un dorama stagionale invernale in 11 puntate di Fuji TV e andato in onda nel 2001; è stato seguito da uno special di 2 ore trasmesso nel 2006 con lo stesso protagonista maschile.

## Trama
Kōhei è un giovane pubblico ministero appena trasferito da Hokkaidō in una delle divisioni amministrative di Tokyo; egli è decisamente differente dai tipici rappresentanti della legge, si rifiuta oltretutto d'indossare giacca e cravatta per adottare invece un abbigliamento molto più casual, giubbetto marrone e scarpe di pelle.
Divenuto famoso per i bizzarri oggetti che compra e si porta appresso, è considerato da tutti un fannullone e buono a nulla. Quand'era ancora studente ha dovuto abbandonare il liceo in quanto accusato falsamente di un crimine: a seguito di questa brutta esperienza s'impegna a studiare per l'esame di avvocato, che riesce a passare a pieni voti.
Maiko invece è un suo collega di lavoro che sta cercando di superare gli esami per acceder al titolo di procuratore distrettuale e che fa di tutto per riuscire a farsi positivamente notare dai suoi diretti superiori.

## Star ospiti
- Shogo Shimizu (ep. 1)
- Toshiya Sakai (ep. 1)
- Shigeru Kouyama (ep. 2)
- Kunihiko Oshiba (ep. 2)
- Noriko Nakagoshi (ep. 2)
- Akira Hayami (ep. 2)
- Yoko Moriguchi (ep. 3)
- Hiroyuki Miyasako (ep. 3)
- Takashi Ukaji (ep. 4)
- Masayasu Kitayama (ep. 4)
- Zen Kajihara (ep. 4)
- Ryoko Morishita (ep. 4)
- Sayaka Isoyama (ep. 5)
- Sachiko Sakurai (ep. 5)
- Masato Obara (ep. 5)
- Takeshi Masu (ep. 6)
- Katsuyuki Murai (ep. 6)
- Minori Terada (ep. 7)
- Kenjiro Ishimaru (ep. 7)
- Reiko Matsunaga (ep. 7)
- Akio Kaneda (ep. 7)
- Sanae Miyata (ep. 7)
- Takao Toji (ep. 7)
- Ryūta Satō (ep. 7)
- Norito Yashima - Endo Kenji (ep. 7)
- Takuzo Kadono - Ushimaru Yutaka (ep. 7)
- Kiyoshi Kodama - Nabeshima Toshimitsu (ep. 7)
- Yoji Tanaka - un barista (ep. 7)
- Hajime Okayama - un poliziotto (ep. 7)
- Bokuzo Masana (ep. 7)
- Naoko Iijima (ep. 8)
- Hikaru Utada - una cameriera (ep. 8)
- Ryōsei Tayama (ep. 8)
- Akiko Kinouchi (ep. 8)
- Katsumi Takahashi (ep. 9)
- Kazuyuki Aijima (ep. 9)
- Ryo (ep. 9)
- Issei Takahashi (ep. 10)
- Michiko Hada (ep. 10)
- Kenji Anan (ep. 10)
- Tomio Umezawa (ep. 10)
- Akira Shirai (ep. 11)
- Masato Konno (ep. 11)
- Kazuyuki Asano (ep. 11)
- Eisuke Sasai (ep. 11)
- Shigemitsu Ogi (ep. 11)
- Keiko Toda (ep. 11)
- Tomokazu Miura (ep. 11)

## Episodi
1. Encounter from hell
2. The two now gone
3. The crime called love
4. What he taught me
5. A night alone together
6. Her most prized possession
7. I'm glad I had the chance to meet you
8. A woman who knows the past
9. I'll always be with you
10. A hint of farewell
11. The final incident